# Promecotheca freycinetiae
Promecotheca freycinetiae is een keversoort uit de familie bladkevers (Chrysomelidae). De wetenschappelijke naam van de soort werd in 1960 gepubliceerd door Judson Linsley Gressitt.